# Arida
Arida (有田市, Arida-shi) est une ville de la préfecture de Wakayama, au Japon.

## Géographie

### Situation

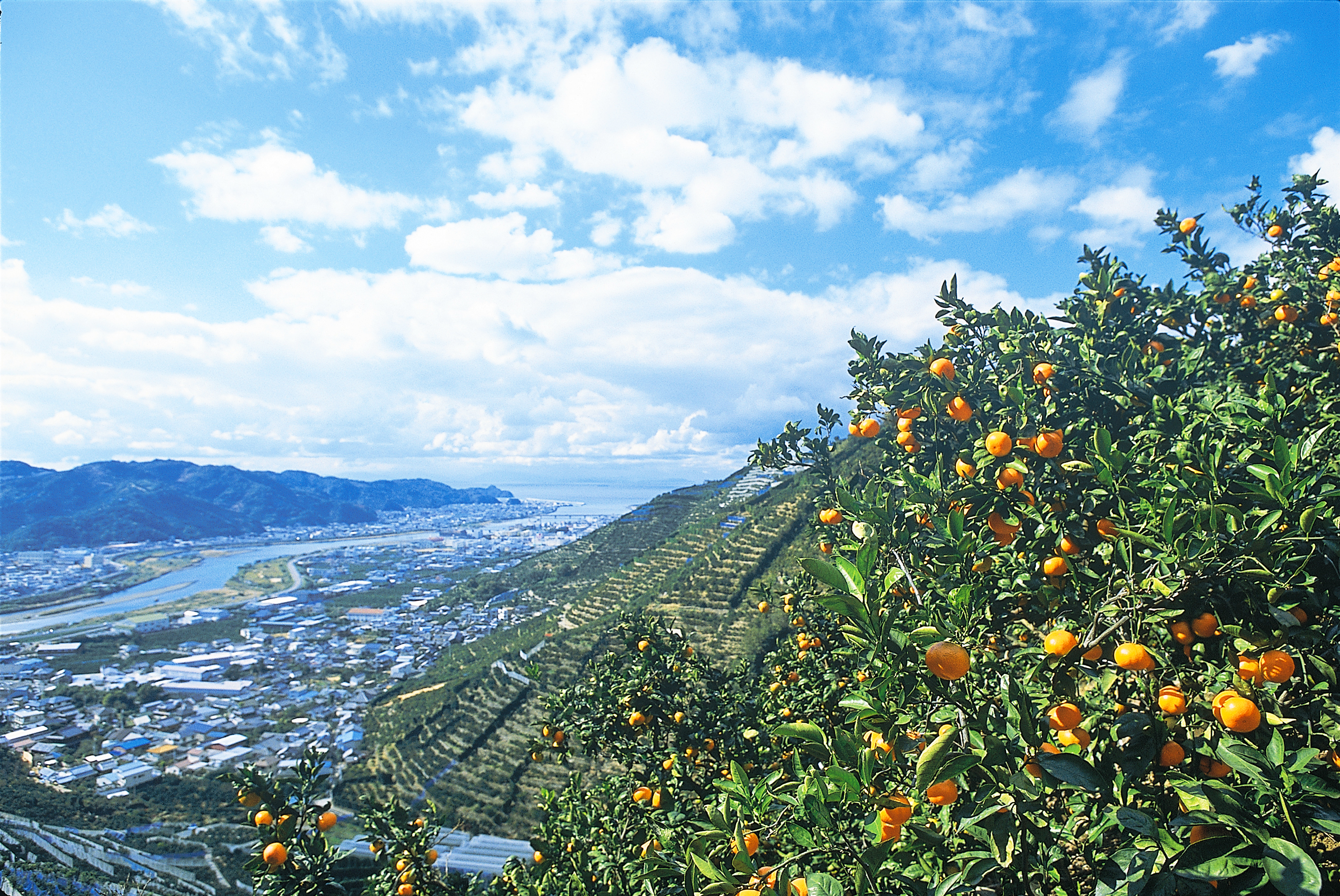
Vue d'Arida.

Arida est située dans le nord-ouest de la préfecture de Wakayama, au bord du canal de Kii.

### Municipalités limitrophes
| canal de Kii | Kainan       | Kainan    |
| canal de Kii | Arida        | Aridagawa |
| canal de Kii | canal de Kii | Yuasa     |

### Démographie
En février 2020, la population d'Arida s'élevait à 27 375 habitants, répartis sur une superficie de 36,83 km2.

### Hydrographie
Le fleuve Arida traverse le centre d'Arida d'est en ouest avant d'atteindre son embouchure dans le canal de Kii,.

### Climat
Arida a un climat subtropical humide caractérisé par des étés chauds et des hivers frais avec des chutes de neige légères ou inexistantes. La température moyenne annuelle est de 15,7 °C. La pluviométrie annuelle moyenne est de 1 878 mm, septembre étant le mois le plus humide.

## Histoire
Arida a été fondée le 1er mai 1956.

## Transports
Arida est desservie par la ligne principale Kisei de la compagnie JR West.
La ville possède un port.

## Jumelage
Arida est jumelée avec Delano aux États-Unis.